# ジェームズ・ハミルトン (初代クランブラシル伯爵、1758年没)
初代クランブラシル伯爵ジェームズ・ハミルトン（英語: James Hamilton, 1st Earl of Clanbrassil PC (Ire)、1691年頃 – 1758年3月17日）は、イギリスの政治家、アイルランド貴族。

## 生涯
ジェームズ・ハミルトン（James Hamilton）とアン・モードント（Anne Mordaunt、初代モードント子爵ジョン・モードントの娘）の息子として生まれた。
1715年から1719年までダンドーク選挙区の代表としてアイルランド庶民院議員を務め、1719年5月13日にアイルランド貴族であるリメリック市子爵（Viscount of the City of Limerick、「リメリック子爵」と短縮されることも多い）とダウン県におけるクランボイ男爵（Baron Claneboye）に叙された。
1727年イギリス総選挙で野党派ホイッグ党の候補としてグレートブリテン庶民院議員（ウェンドーヴァー選挙区から出馬）に当選した。1729年の牢獄委員会（gaols committee）で委員を務め、1733年にはジョージア植民地委員会（Common Council for the Province of Georgia）の委員も務めた。1734年イギリス総選挙で落選したが、選挙申し立てで議席を取り戻した。1741年2月にロバート・ウォルポールの解任動議を支持したが、同年の総選挙で落選、翌年1月にタヴィストック選挙区で行われた補欠選挙で第4代ベッドフォード公爵ジョン・ラッセルの支持を受けて当選した。ウォルポール失脚後の組閣において、下級海軍卿（Lord of the Admiralty）の1人として名を挙げられたが、庶民院でウォルポール内閣の秘密調査委員会を設立する動議を提出したことでジョージ2世の怒りを買い、下級海軍卿就任を見送られた（その代わり、秘密調査委員会の主席に就任した）。1746年まで与党を支持した後、王太子フレデリック・ルイスの党派に加わり、フレデリック・ルイスが即位した暁に陸軍支払長官か下級海軍卿に任命されるものとされた。1747年イギリス総選挙で第4代カーライル伯爵ヘンリー・ハワードの支持を受けてモーペス選挙区で当選したが、以降3年間をアイルランドで過ごし、1751年にいくらか動議と発言をしたのを最後にイングランド政界から身を引いた。
1746年4月14日にアイルランド枢密院の枢密顧問官に任命され、1756年11月24日にアーマー県におけるクランブラシル伯爵に叙された。また、1756年から1758年に死去するまでラウス県総督を務めた。
1758年3月17日にダブリンで死去、息子ジェームズが爵位を継承した。

## 家族
1728年10月15日、デン・ハーグでヘンリエッタ・ベンティンク（ウィリアム・ベンティンクの娘）と結婚、1男2女をもうけた。
- ジェームズ（1730年 – 1791年） - 第2代クランブラシル伯爵
- アン（1802年4月16日没） - 1752年12月11日、初代ローデン伯爵ロバート・ジョスリンと結婚、子供あり
- キャロライン - 生涯未婚